# Battaglia di Fort Blair
La battaglia di Fort Blair (detta anche massacro o battaglia di Fort Baxter) è stata un episodio della guerra di secessione americana e venne combattuta nell'ottobre 1863 a Baxter Springs (Kansas).

## Contesto
Alla fine del 1863 la squadriglia di guerriglieri filo-confederati guidati da William Clarke Quantrill si stava trasferendo dal Kansas per svernare a sud, in Texas.
Lungo il percorso catturò e uccise due carrettieri nordisti provenienti da Fort Blair, un piccolo avamposto federale.

## Il massacro
Quantrill decise di attaccare il forte e divise i suoi uomini in due colonne. Cogliendo di sorpresa la guarnigione nemica, gli uomini di Quantrill massacrarono quasi tutti i nordisti presenti nel forte, compresa la banda militare.
I pochi superstiti riuscirono a riparare a Fort Scott.